# Inception (McCoy Tyner)
| Recensione | Giudizio |
| ---------- | -------- |
| AllMusic   | [ 1 ]    |

Inception è l'album di debutto del pianista jazz McCoy Tyner, pubblicato nel giugno del 1962. A nome McCoy Tyner Trio, vede la collaborazione di Art Davis al basso e Elvin Jones alla batteria. Tutti i pezzi sono stati scritti dallo stesso Tyner eccetto "There Is No Greater Love" e "Speak Low".

## Tracce
Lato A
1. Inception – 4:18 – Registrato il 10 gennaio 1962
2. There Is No Greater Love – 6:07 (Isham Jones, Marty Symes) – Registrato il 11 gennaio 1962
3. Blues for Gwen – 4:16 – Registrato il 11 gennaio 1962

Lato B
1. Sunset – 4:30 – Registrato il 10 gennaio 1962
2. Effendi – 6:23 – Registrato il 10 gennaio 1962
3. Speak Low – 6:05 (Ogden Nash, Kurt Weill) – Registrato il 11 gennaio 1962

## Formazione
- McCoy Tyner - pianoforte
- Art Davis - contrabbasso
- Elvin Jones - batteria

Note aggiuntive
- Bob Thiele - produttore
- Registrazioni effettuate il 10 e 11 gennaio 1962 al Van Gelder Studio di Englewood Cliffs, New Jersey (Stati Uniti)
- Rudy Van Gelder - ingegnere delle registrazioni
- Bob Gomel - fotografia copertina album
- Burt Goldblatt - fotografie interne copertina album
- Joe Lebow - grafica album
- Nat Hentoff - note di retrocopertina album[4]